# Рабство на Древнем Востоке
Рабство как социальный институт в большей или меньшей степени присуще всем обществам Древнего мира. В государствах Древнего Востока оно имело специфические черты, отличавшие его от античного рабства в Древней Греции и в Древнем Риме.
Долгое время в научной литературе раб определялся как человек, лишённый прав собственности, работающий в силу внеэкономического принуждения, жестоко эксплуатируемый. В современном понимании рабства раб — это человек, относящийся к сословию рабов, то есть признанный рабом действующим правом, являющийся собственностью других людей, коллектива или даже божества, не обязательно лишённый собственности и не обязательно жестоким образом эксплуатируемый.

## Специфика древневосточного рабства
В сравнении с государствами античного мира на Древнем Востоке рабы составляли относительно незначительную часть общества, и удельный вес рабского труда был незначителен, то есть основная масса материальных благ производилась не рабами, а людьми, эксплуатируемыми в иных формах. При этом само сословие рабов было менее однородным, чем в античных государствах. Рабство в основном носило домашний, патриархальный, характер.
Кроме того, в государствах Древнего Востока разрешалось порабощать членов своей семьи и общины.
В древневосточных государствах рабы в определенных случаях выступали субъектами права. Так, у военнопленных могли сохраниться некоторые права свободного населения, они могли владеть недвижимым имуществом, вести самостоятельное хозяйство, вместе с общинниками должны были платить налог. Экономическое положение государственных рабов было ближе к положению царских земледельцев и ремесленников, чем к положению рабов античного мира.
Вместе с тем, в античной системе взглядов население государств Древнего Востока в целом не было свободным и этим мало отличалось от рабов. Если в системе мировоззрения античности рабству противопоставлялась свобода, то в остальном древнем мире рабству противопоставлялось господство. При этом господин мог выступать, в свою очередь, чьим-то рабом (в том числе и божества).